# Étoile de Bessèges 2021
Étoile de Bessèges 2021 – 51. edycja wyścigu kolarskiego Étoile de Bessèges, która odbyła się w dniach od 3 do 7 lutego 2021 na liczącej 614 kilometrów trasie składającej się z 5 etapów. Impreza kategorii 2.1 należała do cyklu UCI Europe Tour 2021.

## Etapy
| Etap | Data  | Start – Meta                            | type                       | Dystans (km) | Zwycięzca etapu    | Lider              |
| ---- | ----- | --------------------------------------- | -------------------------- | ------------ | ------------------ | ------------------ |
| 1    | 3 lut | Bellegarde – Bellegarde                 | płaski                     | 143,6        | Christophe Laporte | Christophe Laporte |
| 2    | 4 lut | Saint-Geniès-de-Malgoirès – La Calmette | płaski                     | 153,8        | Timothy Dupont     | Christophe Laporte |
| 3    | 5 lut | Bessèges – Bessèges                     | pagórkowaty                | 156,9        | Tim Wellens        | Tim Wellens        |
| 4    | 6 lut | Rousson – Saint-Siffret                 | pagórkowaty                | 150,2        | Filippo Ganna      | Tim Wellens        |
| 5    | 7 lut | Alès – Alès                             | jazda indywidualna na czas | 10,7         | Filippo Ganna      | Tim Wellens        |

## Uczestnicy

### Drużyny
| WorldTeams (11)- AG2R Citroën Team - Bora-Hansgrohe - Cofidis - EF Education-Nippo - Groupama-FDJ - Israel Start-Up Nation - Ineos Grenadiers - Intermarché-Wanty-Gobert Matériaux - Lotto Soudal - Qhubeka Assos - Trek-Segafredo ProTeams (7)- Alpecin-Fenix - B&B Hotels p/b KTM - Bingoal-WB - Delko - Equipo Kern Pharma - Arkéa-Samsic - Total Direct Énergie Continental teams (3)- Cambodia Cycling Academy - Xelliss-Roubaix Lille Métropole - Saint Michel-Auber 93 |
| |

### Lista startowa
| AG2R Citroën Team ACT | AG2R Citroën Team ACT   | AG2R Citroën Team ACT |
| --------------------- | ----------------------- | --------------------- |
| Nr                    | Kolarz                  | Miejsce               |
| 1                     | Greg Van Avermaet (BEL) | 7.                    |
| 2                     | Oliver Naesen (BEL)     | 31.                   |
| 3                     | Marc Sarreau (FRA)      | 88.                   |
| 4                     | Julien Duval (FRA)      | 117.                  |
| 5                     | Alexis Gougeard (FRA)   | 42.                   |
| 6                     | Lawrence Naesen (BEL)   | 93.                   |
| 7                     | Damien Touzé (FRA)      | 60.                   |

| Ineos Grenadiers IGD | Ineos Grenadiers IGD      | Ineos Grenadiers IGD |
| -------------------- | ------------------------- | -------------------- |
| Nr                   | Kolarz                    | Miejsce              |
| 11                   | Egan Bernal (COL)         | 64.                  |
| 12                   | Owain Doull (GBR)         | 25.                  |
| 13                   | Filippo Ganna (ITA) (ITT) | 13.                  |
| 14                   | Ethan Hayter (GBR)        | 120.                 |
| 15                   | Michał Kwiatkowski (POL)  | 2.                   |
| 16                   | Geraint Thomas (GBR)      | 49.                  |
| 17                   | Salvatore Puccio (ITA)    | 56.                  |

| Trek-Segafredo TFS | Trek-Segafredo TFS      | Trek-Segafredo TFS |
| ------------------ | ----------------------- | ------------------ |
| Nr                 | Kolarz                  | Miejsce            |
| 21                 | Alex Kirsch (LUX)       | 66.                |
| 22                 | Ryan Mullen (IRL)       | 89.                |
| 23                 | Vincenzo Nibali (ITA)   | 26.                |
| 24                 | Bauke Mollema (NED)     | 65.                |
| 25                 | Mattias Skjelmose (DEN) | 73.                |
| 26                 | Mads Pedersen (DEN)     | 70.                |
| 27                 | Edward Theuns (BEL)     | 8.                 |

| Groupama-FDJ GFC | Groupama-FDJ GFC        | Groupama-FDJ GFC |
| ---------------- | ----------------------- | ---------------- |
| Nr               | Kolarz                  | Miejsce          |
| 31               | Alexys Brunel (FRA)     | 24.              |
| 32               | Fabian Lienhard (SUI)   | 68.              |
| 33               | William Bonnet (FRA)    | 72.              |
| 34               | Jake Stewart (GBR)      | 4.               |
| 35               | Benjamin Thomas (FRA)   | 17.              |
| 36               | Lars van den Berg (NED) | 132.             |
| 37               | Romain Seigle (FRA)     | 58.              |

| EF Education-Nippo EFN | EF Education-Nippo EFN    | EF Education-Nippo EFN |
| ---------------------- | ------------------------- | ---------------------- |
| Nr                     | Kolarz                    | Miejsce                |
| 41                     | Alberto Bettiol (ITA)     | 20.                    |
| 42                     | Jens Keukeleire (BEL)     | 96.                    |
| 43                     | Sebastian Langeveld (NED) | 84.                    |
| 44                     | Jonas Rutsch (GER)        | 119.                   |
| 45                     | Rigoberto Urán (COL)      | 37.                    |
| 46                     | Michael Valgren (DEN)     | DNS-2                  |
| 47                     | Julius van den Berg (NED) | 118.                   |

| Total Direct Énergie TDE | Total Direct Énergie TDE   | Total Direct Énergie TDE |
| ------------------------ | -------------------------- | ------------------------ |
| Nr                       | Kolarz                     | Miejsce                  |
| 51                       | Edvald Boasson Hagen (NOR) | 78.                      |
| 52                       | Geoffrey Soupe (FRA)       | 131.                     |
| 53                       | Pierre Latour (FRA)        | 19.                      |
| 54                       | Christopher Lawless (GBR)  | DNF-4                    |
| 55                       | Adrien Petit (FRA)         | 128.                     |
| 56                       | Niki Terpstra (NED)        | 129.                     |
| 57                       | Anthony Turgis (FRA)       | 57.                      |

| Lotto-Soudal LTS | Lotto-Soudal LTS       | Lotto-Soudal LTS |
| ---------------- | ---------------------- | ---------------- |
| Nr               | Kolarz                 | Miejsce          |
| 61               | John Degenkolb (GER)   | 61.              |
| 62               | Philippe Gilbert (BEL) | 11.              |
| 63               | Tim Wellens (BEL)      | 1.               |
| 64               | Andreas Kron (DEN)     | 62.              |
| 65               | Stefano Oldani (ITA)   | 14.              |
| 66               | Gerben Thijssen (BEL)  | 123.             |
| 67               | Brent Van Moer (BEL)   | 59.              |

| Bora-Hansgrohe BOH | Bora-Hansgrohe BOH        | Bora-Hansgrohe BOH |
| ------------------ | ------------------------- | ------------------ |
| Nr                 | Kolarz                    | Miejsce            |
| 71                 | Felix Großschartner (AUT) | 48.                |
| 72                 | Nils Politt (GER)         | 3.                 |
| 73                 | Jordi Meeus (BEL)         | 95.                |
| 74                 | Pascal Ackermann (GER)    | DNS-5              |
| 75                 | Lukas Pöstlberger (AUT)   | 53.                |
| 76                 | Patrick Gamper (AUT)      | 134.               |
| 77                 | Frederik Wandahl (DEN)    | 99.                |

| Arkéa-Samsic ARK | Arkéa-Samsic ARK     | Arkéa-Samsic ARK |
| ---------------- | -------------------- | ---------------- |
| Nr               | Kolarz               | Miejsce          |
| 81               | Nacer Bouhanni (FRA) | 40.              |
| 82               | Bram Welten (NED)    | 108.             |
| 83               | Daniel McLay (GBR)   | 100.             |
| 84               | Łukasz Owsian (POL)  | 52.              |
| 85               | Clément Russo (FRA)  | 74.              |
| 86               | Matis Louvel (FRA)   | 67.              |
| 87               | Connor Swift (GBR)   | 22.              |

| Israel Start-Up Nation ISN | Israel Start-Up Nation ISN | Israel Start-Up Nation ISN |
| -------------------------- | -------------------------- | -------------------------- |
| Nr                         | Kolarz                     | Miejsce                    |
| 91                         | Rudy Barbier (FRA)         | 122.                       |
| 92                         | Jenthe Biermans (BEL)      | 46.                        |
| 93                         | Guillaume Boivin (CAN)     | 75.                        |
| 94                         | Ben Hermans (BEL)          | 28.                        |
| 95                         | Alexis Renard (FRA)        | 101.                       |
| 96                         | Mads Würtz Schmidt (DEN)   | 5.                         |
| 97                         | Sep Vanmarcke (BEL)        | 39.                        |

| Cofidis COF | Cofidis COF               | Cofidis COF |
| ----------- | ------------------------- | ----------- |
| Nr          | Kolarz                    | Miejsce     |
| 101         | Christophe Laporte (FRA)  | 16.         |
| 102         | Jean-Pierre Drucker (LUX) | 83.         |
| 103         | Piet Allegaert (BEL)      | 82.         |
| 104         | Tom Bohli (SUI)           | 109.        |
| 105         | Emmanuel Morin (FRA)      | 94.         |
| 106         | Anthony Perez (FRA)       | 69.         |
| 107         | Kenneth Vanbilsen (BEL)   | 114.        |

| Intermarché-Wanty-Gobert Matériaux IWG | Intermarché-Wanty-Gobert Matériaux IWG | Intermarché-Wanty-Gobert Matériaux IWG |
| -------------------------------------- | -------------------------------------- | -------------------------------------- |
| Nr                                     | Kolarz                                 | Miejsce                                |
| 111                                    | Jonas Koch (GER)                       | 44.                                    |
| 112                                    | Théo Delacroix (FRA)                   | 91.                                    |
| 113                                    | Tom Devriendt (BEL)                    | 113.                                   |
| 114                                    | Odd Christian Eiking (NOR)             | 10.                                    |
| 115                                    | Boy van Poppel (NED)                   | 115.                                   |
| 116                                    | Rein Taaramäe (EST)                    | 29.                                    |
| 117                                    | Danny van Poppel (NED)                 | 104.                                   |

| Qhubeka Assos TQA | Qhubeka Assos TQA             | Qhubeka Assos TQA |
| ----------------- | ----------------------------- | ----------------- |
| Nr                | Kolarz                        | Miejsce           |
| 121               | Sean Bennett (USA)            | 63.               |
| 122               | Simon Clarke (AUS)            | 54.               |
| 123               | Michael Gogl (AUT)            | 6.                |
| 124               | Andreas Stokbro (DEN)         | DNS-2             |
| 125               | Matteo Pelucchi (ITA)         | 127.              |
| 126               | Łukasz Wiśniowski (POL)       | 87.               |
| 127               | Giacomo Nizzolo (ITA) (szosa) | 90.               |

| B&B Hotels p/b KTM BBK | B&B Hotels p/b KTM BBK | B&B Hotels p/b KTM BBK |
| ---------------------- | ---------------------- | ---------------------- |
| Nr                     | Kolarz                 | Miejsce                |
| 131                    | Bryan Coquard (FRA)    | 23.                    |
| 132                    | Cyril Barthe (FRA)     | 12.                    |
| 133                    | Jens Debusschere (BEL) | 106.                   |
| 134                    | Jérémy Lecroq (FRA)    | 76.                    |
| 135                    | Cyril Lemoine (FRA)    | 133.                   |
| 136                    | Quentin Pacher (FRA)   | 36.                    |
| 137                    | Kévin Reza (FRA)       | 111.                   |

| Alpecin-Fenix AFC | Alpecin-Fenix AFC            | Alpecin-Fenix AFC |
| ----------------- | ---------------------------- | ----------------- |
| Nr                | Kolarz                       | Miejsce           |
| 141               | Silvan Dillier (SUI)         | 32.               |
| 142               | Tobias Bayer (AUT)           | 47.               |
| 143               | Tim Merlier (BEL)            | 102.              |
| 144               | Samuel Gaze (NZL)            | 86.               |
| 145               | Senne Leysen (BEL)           | 97.               |
| 146               | Dries De Bondt (BEL) (szosa) | 85.               |
| 147               | Otto Vergaerde (BEL)         | 71.               |

| Sport Vlaanderen-Baloise SVB | Sport Vlaanderen-Baloise SVB | Sport Vlaanderen-Baloise SVB |
| ---------------------------- | ---------------------------- | ---------------------------- |
| Nr                           | Kolarz                       | Miejsce                      |
| 151                          | Lindsay De Vylder (BEL)      | DNS-1                        |
| 152                          | Rune Herregodts (BEL)        | DNS-1                        |
| 153                          | Jens Reynders (BEL)          | DNS-1                        |
| 154                          | Fabio Van den Bossche (BEL)  | DNS-1                        |
| 155                          | Kenneth Van Rooy (BEL)       | DNS-1                        |
| 156                          | Sasha Weemaes (BEL)          | DNS-1                        |
| 157                          | Thimo Willems (BEL)          | DNS-1                        |

| Delko DKO | Delko DKO                       | Delko DKO |
| --------- | ------------------------------- | --------- |
| Nr        | Kolarz                          | Miejsce   |
| 161       | Pierre Barbier (FRA)            | 125.      |
| 162       | Clément Carisey (FRA)           | 9.        |
| 163       | Alexandre Delettre (FRA)        | 51.       |
| 164       | Mauro Finetto (ITA)             | 38.       |
| 165       | Eduard-Michael Grosu (ROU)      | 77.       |
| 166       | Evaldas Šiškevicius (LTU) (ITT) | 41.       |
| 167       | August Jensen (NOR)             | 35.       |

| Bingoal-WB BWB | Bingoal-WB BWB       | Bingoal-WB BWB |
| -------------- | -------------------- | -------------- |
| Nr             | Kolarz               | Miejsce        |
| 171            | Arjen Livyns (BEL)   | 50.            |
| 172            | Timothy Dupont (BEL) | 103.           |
| 173            | Milan Menten (BEL)   | 92.            |
| 174            | Tom Paquot (BEL)     | 124.           |
| 175            | Ludovic Robeet (BEL) | 112.           |
| 176            | Joël Suter (SUI)     | 81.            |
| 177            | Boris Vallée (BEL)   | DNF-3          |

| Saint Michel-Auber 93 AUB | Saint Michel-Auber 93 AUB | Saint Michel-Auber 93 AUB |
| ------------------------- | ------------------------- | ------------------------- |
| Nr                        | Kolarz                    | Miejsce                   |
| 181                       | Romain Cardis (FRA)       | 55.                       |
| 182                       | Tony Hurel (FRA)          | 116.                      |
| 183                       | Louis Louvet (FRA)        | 105.                      |
| 184                       | Flavien Maurelet (FRA)    | 80.                       |
| 185                       | Yoann Paillot (FRA)       | 30.                       |
| 186                       | Jason Tesson (FRA)        | 121.                      |
| 187                       | Morne van Niekerk (RSA)   | 110.                      |

| Equipo Kern Pharma EKP | Equipo Kern Pharma EKP   | Equipo Kern Pharma EKP |
| ---------------------- | ------------------------ | ---------------------- |
| Nr                     | Kolarz                   | Miejsce                |
| 191                    | Martí Márquez (ESP)      | 15.                    |
| 192                    | Francisco Galván (ESP)   | 79.                    |
| 193                    | Enrique Sanz (ESP)       | DNF-3                  |
| 194                    | Roger Adrià (ESP)        | 18.                    |
| 195                    | Urko Berrade (ESP)       | 27.                    |
| 196                    | Vojtěch Řepa (CZE)       | 107.                   |
| 197                    | Raúl García Pierna (ESP) | 34.                    |

| Xelliss-Roubaix Lille Métropole XRL | Xelliss-Roubaix Lille Métropole XRL | Xelliss-Roubaix Lille Métropole XRL |
| ----------------------------------- | ----------------------------------- | ----------------------------------- |
| Nr                                  | Kolarz                              | Miejsce                             |
| 201                                 | Emiel Vermeulen (BEL)               | 126.                                |
| 202                                 | Ivan Centrone (LUX)                 | 33.                                 |
| 203                                 | Dylan Kowalski (FRA)                | 21.                                 |
| 204                                 | Samuel Leroux (FRA)                 | 43.                                 |
| 205                                 | Maximilien Picoux (BEL)             | 130.                                |
| 206                                 | Valentin Tabellion (FRA)            | 98.                                 |
| 207                                 | Jordan Levasseur (FRA)              | DNF-1                               |

| Cambodia Cycling Academy CCA | Cambodia Cycling Academy CCA | Cambodia Cycling Academy CCA |
| ---------------------------- | ---------------------------- | ---------------------------- |
| Nr                           | Kolarz                       | Miejsce                      |
| 211                          | Samy Aurignac (FRA)          | 135.                         |
| 212                          | Johan Le Bon (FRA)           | 45.                          |
| 213                          | Antoine Berlin (MON)         | DNF-3                        |

| bez drużyny ___ | bez drużyny ___    | bez drużyny ___ |
| --------------- | ------------------ | --------------- |
| Nr              | Kolarz             | Miejsce         |
| 214             | Barry Miller (USA) | DNF-3           |

| Cambodia Cycling Academy CCA | Cambodia Cycling Academy CCA | Cambodia Cycling Academy CCA |
| ---------------------------- | ---------------------------- | ---------------------------- |
| Nr                           | Kolarz                       | Miejsce                      |
| 217                          | Christopher Lamaille (FRA)   | DNF-3                        |

| AG2R Citroën Team ACT | AG2R Citroën Team ACT   | AG2R Citroën Team ACT |
| --------------------- | ----------------------- | --------------------- |
| Nr                    | Kolarz                  | Miejsce               |
| 1                     | Greg Van Avermaet (BEL) | 7.                    |
| 2                     | Oliver Naesen (BEL)     | 31.                   |
| 3                     | Marc Sarreau (FRA)      | 88.                   |
| 4                     | Julien Duval (FRA)      | 117.                  |
| 5                     | Alexis Gougeard (FRA)   | 42.                   |
| 6                     | Lawrence Naesen (BEL)   | 93.                   |
| 7                     | Damien Touzé (FRA)      | 60.                   |

| Ineos Grenadiers IGD | Ineos Grenadiers IGD      | Ineos Grenadiers IGD |
| -------------------- | ------------------------- | -------------------- |
| Nr                   | Kolarz                    | Miejsce              |
| 11                   | Egan Bernal (COL)         | 64.                  |
| 12                   | Owain Doull (GBR)         | 25.                  |
| 13                   | Filippo Ganna (ITA) (ITT) | 13.                  |
| 14                   | Ethan Hayter (GBR)        | 120.                 |
| 15                   | Michał Kwiatkowski (POL)  | 2.                   |
| 16                   | Geraint Thomas (GBR)      | 49.                  |
| 17                   | Salvatore Puccio (ITA)    | 56.                  |

| Trek-Segafredo TFS | Trek-Segafredo TFS      | Trek-Segafredo TFS |
| ------------------ | ----------------------- | ------------------ |
| Nr                 | Kolarz                  | Miejsce            |
| 21                 | Alex Kirsch (LUX)       | 66.                |
| 22                 | Ryan Mullen (IRL)       | 89.                |
| 23                 | Vincenzo Nibali (ITA)   | 26.                |
| 24                 | Bauke Mollema (NED)     | 65.                |
| 25                 | Mattias Skjelmose (DEN) | 73.                |
| 26                 | Mads Pedersen (DEN)     | 70.                |
| 27                 | Edward Theuns (BEL)     | 8.                 |

| Groupama-FDJ GFC | Groupama-FDJ GFC        | Groupama-FDJ GFC |
| ---------------- | ----------------------- | ---------------- |
| Nr               | Kolarz                  | Miejsce          |
| 31               | Alexys Brunel (FRA)     | 24.              |
| 32               | Fabian Lienhard (SUI)   | 68.              |
| 33               | William Bonnet (FRA)    | 72.              |
| 34               | Jake Stewart (GBR)      | 4.               |
| 35               | Benjamin Thomas (FRA)   | 17.              |
| 36               | Lars van den Berg (NED) | 132.             |
| 37               | Romain Seigle (FRA)     | 58.              |

| EF Education-Nippo EFN | EF Education-Nippo EFN    | EF Education-Nippo EFN |
| ---------------------- | ------------------------- | ---------------------- |
| Nr                     | Kolarz                    | Miejsce                |
| 41                     | Alberto Bettiol (ITA)     | 20.                    |
| 42                     | Jens Keukeleire (BEL)     | 96.                    |
| 43                     | Sebastian Langeveld (NED) | 84.                    |
| 44                     | Jonas Rutsch (GER)        | 119.                   |
| 45                     | Rigoberto Urán (COL)      | 37.                    |
| 46                     | Michael Valgren (DEN)     | DNS-2                  |
| 47                     | Julius van den Berg (NED) | 118.                   |

| Total Direct Énergie TDE | Total Direct Énergie TDE   | Total Direct Énergie TDE |
| ------------------------ | -------------------------- | ------------------------ |
| Nr                       | Kolarz                     | Miejsce                  |
| 51                       | Edvald Boasson Hagen (NOR) | 78.                      |
| 52                       | Geoffrey Soupe (FRA)       | 131.                     |
| 53                       | Pierre Latour (FRA)        | 19.                      |
| 54                       | Christopher Lawless (GBR)  | DNF-4                    |
| 55                       | Adrien Petit (FRA)         | 128.                     |
| 56                       | Niki Terpstra (NED)        | 129.                     |
| 57                       | Anthony Turgis (FRA)       | 57.                      |

| Lotto-Soudal LTS | Lotto-Soudal LTS       | Lotto-Soudal LTS |
| ---------------- | ---------------------- | ---------------- |
| Nr               | Kolarz                 | Miejsce          |
| 61               | John Degenkolb (GER)   | 61.              |
| 62               | Philippe Gilbert (BEL) | 11.              |
| 63               | Tim Wellens (BEL)      | 1.               |
| 64               | Andreas Kron (DEN)     | 62.              |
| 65               | Stefano Oldani (ITA)   | 14.              |
| 66               | Gerben Thijssen (BEL)  | 123.             |
| 67               | Brent Van Moer (BEL)   | 59.              |

| Bora-Hansgrohe BOH | Bora-Hansgrohe BOH        | Bora-Hansgrohe BOH |
| ------------------ | ------------------------- | ------------------ |
| Nr                 | Kolarz                    | Miejsce            |
| 71                 | Felix Großschartner (AUT) | 48.                |
| 72                 | Nils Politt (GER)         | 3.                 |
| 73                 | Jordi Meeus (BEL)         | 95.                |
| 74                 | Pascal Ackermann (GER)    | DNS-5              |
| 75                 | Lukas Pöstlberger (AUT)   | 53.                |
| 76                 | Patrick Gamper (AUT)      | 134.               |
| 77                 | Frederik Wandahl (DEN)    | 99.                |

| Arkéa-Samsic ARK | Arkéa-Samsic ARK     | Arkéa-Samsic ARK |
| ---------------- | -------------------- | ---------------- |
| Nr               | Kolarz               | Miejsce          |
| 81               | Nacer Bouhanni (FRA) | 40.              |
| 82               | Bram Welten (NED)    | 108.             |
| 83               | Daniel McLay (GBR)   | 100.             |
| 84               | Łukasz Owsian (POL)  | 52.              |
| 85               | Clément Russo (FRA)  | 74.              |
| 86               | Matis Louvel (FRA)   | 67.              |
| 87               | Connor Swift (GBR)   | 22.              |

| Israel Start-Up Nation ISN | Israel Start-Up Nation ISN | Israel Start-Up Nation ISN |
| -------------------------- | -------------------------- | -------------------------- |
| Nr                         | Kolarz                     | Miejsce                    |
| 91                         | Rudy Barbier (FRA)         | 122.                       |
| 92                         | Jenthe Biermans (BEL)      | 46.                        |
| 93                         | Guillaume Boivin (CAN)     | 75.                        |
| 94                         | Ben Hermans (BEL)          | 28.                        |
| 95                         | Alexis Renard (FRA)        | 101.                       |
| 96                         | Mads Würtz Schmidt (DEN)   | 5.                         |
| 97                         | Sep Vanmarcke (BEL)        | 39.                        |

| Cofidis COF | Cofidis COF               | Cofidis COF |
| ----------- | ------------------------- | ----------- |
| Nr          | Kolarz                    | Miejsce     |
| 101         | Christophe Laporte (FRA)  | 16.         |
| 102         | Jean-Pierre Drucker (LUX) | 83.         |
| 103         | Piet Allegaert (BEL)      | 82.         |
| 104         | Tom Bohli (SUI)           | 109.        |
| 105         | Emmanuel Morin (FRA)      | 94.         |
| 106         | Anthony Perez (FRA)       | 69.         |
| 107         | Kenneth Vanbilsen (BEL)   | 114.        |

| Intermarché-Wanty-Gobert Matériaux IWG | Intermarché-Wanty-Gobert Matériaux IWG | Intermarché-Wanty-Gobert Matériaux IWG |
| -------------------------------------- | -------------------------------------- | -------------------------------------- |
| Nr                                     | Kolarz                                 | Miejsce                                |
| 111                                    | Jonas Koch (GER)                       | 44.                                    |
| 112                                    | Théo Delacroix (FRA)                   | 91.                                    |
| 113                                    | Tom Devriendt (BEL)                    | 113.                                   |
| 114                                    | Odd Christian Eiking (NOR)             | 10.                                    |
| 115                                    | Boy van Poppel (NED)                   | 115.                                   |
| 116                                    | Rein Taaramäe (EST)                    | 29.                                    |
| 117                                    | Danny van Poppel (NED)                 | 104.                                   |

| Qhubeka Assos TQA | Qhubeka Assos TQA             | Qhubeka Assos TQA |
| ----------------- | ----------------------------- | ----------------- |
| Nr                | Kolarz                        | Miejsce           |
| 121               | Sean Bennett (USA)            | 63.               |
| 122               | Simon Clarke (AUS)            | 54.               |
| 123               | Michael Gogl (AUT)            | 6.                |
| 124               | Andreas Stokbro (DEN)         | DNS-2             |
| 125               | Matteo Pelucchi (ITA)         | 127.              |
| 126               | Łukasz Wiśniowski (POL)       | 87.               |
| 127               | Giacomo Nizzolo (ITA) (szosa) | 90.               |

| B&B Hotels p/b KTM BBK | B&B Hotels p/b KTM BBK | B&B Hotels p/b KTM BBK |
| ---------------------- | ---------------------- | ---------------------- |
| Nr                     | Kolarz                 | Miejsce                |
| 131                    | Bryan Coquard (FRA)    | 23.                    |
| 132                    | Cyril Barthe (FRA)     | 12.                    |
| 133                    | Jens Debusschere (BEL) | 106.                   |
| 134                    | Jérémy Lecroq (FRA)    | 76.                    |
| 135                    | Cyril Lemoine (FRA)    | 133.                   |
| 136                    | Quentin Pacher (FRA)   | 36.                    |
| 137                    | Kévin Reza (FRA)       | 111.                   |

| Alpecin-Fenix AFC | Alpecin-Fenix AFC            | Alpecin-Fenix AFC |
| ----------------- | ---------------------------- | ----------------- |
| Nr                | Kolarz                       | Miejsce           |
| 141               | Silvan Dillier (SUI)         | 32.               |
| 142               | Tobias Bayer (AUT)           | 47.               |
| 143               | Tim Merlier (BEL)            | 102.              |
| 144               | Samuel Gaze (NZL)            | 86.               |
| 145               | Senne Leysen (BEL)           | 97.               |
| 146               | Dries De Bondt (BEL) (szosa) | 85.               |
| 147               | Otto Vergaerde (BEL)         | 71.               |

| Sport Vlaanderen-Baloise SVB | Sport Vlaanderen-Baloise SVB | Sport Vlaanderen-Baloise SVB |
| ---------------------------- | ---------------------------- | ---------------------------- |
| Nr                           | Kolarz                       | Miejsce                      |
| 151                          | Lindsay De Vylder (BEL)      | DNS-1                        |
| 152                          | Rune Herregodts (BEL)        | DNS-1                        |
| 153                          | Jens Reynders (BEL)          | DNS-1                        |
| 154                          | Fabio Van den Bossche (BEL)  | DNS-1                        |
| 155                          | Kenneth Van Rooy (BEL)       | DNS-1                        |
| 156                          | Sasha Weemaes (BEL)          | DNS-1                        |
| 157                          | Thimo Willems (BEL)          | DNS-1                        |

| Delko DKO | Delko DKO                       | Delko DKO |
| --------- | ------------------------------- | --------- |
| Nr        | Kolarz                          | Miejsce   |
| 161       | Pierre Barbier (FRA)            | 125.      |
| 162       | Clément Carisey (FRA)           | 9.        |
| 163       | Alexandre Delettre (FRA)        | 51.       |
| 164       | Mauro Finetto (ITA)             | 38.       |
| 165       | Eduard-Michael Grosu (ROU)      | 77.       |
| 166       | Evaldas Šiškevicius (LTU) (ITT) | 41.       |
| 167       | August Jensen (NOR)             | 35.       |

| Bingoal-WB BWB | Bingoal-WB BWB       | Bingoal-WB BWB |
| -------------- | -------------------- | -------------- |
| Nr             | Kolarz               | Miejsce        |
| 171            | Arjen Livyns (BEL)   | 50.            |
| 172            | Timothy Dupont (BEL) | 103.           |
| 173            | Milan Menten (BEL)   | 92.            |
| 174            | Tom Paquot (BEL)     | 124.           |
| 175            | Ludovic Robeet (BEL) | 112.           |
| 176            | Joël Suter (SUI)     | 81.            |
| 177            | Boris Vallée (BEL)   | DNF-3          |

| Saint Michel-Auber 93 AUB | Saint Michel-Auber 93 AUB | Saint Michel-Auber 93 AUB |
| ------------------------- | ------------------------- | ------------------------- |
| Nr                        | Kolarz                    | Miejsce                   |
| 181                       | Romain Cardis (FRA)       | 55.                       |
| 182                       | Tony Hurel (FRA)          | 116.                      |
| 183                       | Louis Louvet (FRA)        | 105.                      |
| 184                       | Flavien Maurelet (FRA)    | 80.                       |
| 185                       | Yoann Paillot (FRA)       | 30.                       |
| 186                       | Jason Tesson (FRA)        | 121.                      |
| 187                       | Morne van Niekerk (RSA)   | 110.                      |

| Equipo Kern Pharma EKP | Equipo Kern Pharma EKP   | Equipo Kern Pharma EKP |
| ---------------------- | ------------------------ | ---------------------- |
| Nr                     | Kolarz                   | Miejsce                |
| 191                    | Martí Márquez (ESP)      | 15.                    |
| 192                    | Francisco Galván (ESP)   | 79.                    |
| 193                    | Enrique Sanz (ESP)       | DNF-3                  |
| 194                    | Roger Adrià (ESP)        | 18.                    |
| 195                    | Urko Berrade (ESP)       | 27.                    |
| 196                    | Vojtěch Řepa (CZE)       | 107.                   |
| 197                    | Raúl García Pierna (ESP) | 34.                    |

| Xelliss-Roubaix Lille Métropole XRL | Xelliss-Roubaix Lille Métropole XRL | Xelliss-Roubaix Lille Métropole XRL |
| ----------------------------------- | ----------------------------------- | ----------------------------------- |
| Nr                                  | Kolarz                              | Miejsce                             |
| 201                                 | Emiel Vermeulen (BEL)               | 126.                                |
| 202                                 | Ivan Centrone (LUX)                 | 33.                                 |
| 203                                 | Dylan Kowalski (FRA)                | 21.                                 |
| 204                                 | Samuel Leroux (FRA)                 | 43.                                 |
| 205                                 | Maximilien Picoux (BEL)             | 130.                                |
| 206                                 | Valentin Tabellion (FRA)            | 98.                                 |
| 207                                 | Jordan Levasseur (FRA)              | DNF-1                               |

| Cambodia Cycling Academy CCA | Cambodia Cycling Academy CCA | Cambodia Cycling Academy CCA |
| ---------------------------- | ---------------------------- | ---------------------------- |
| Nr                           | Kolarz                       | Miejsce                      |
| 211                          | Samy Aurignac (FRA)          | 135.                         |
| 212                          | Johan Le Bon (FRA)           | 45.                          |
| 213                          | Antoine Berlin (MON)         | DNF-3                        |

| bez drużyny ___ | bez drużyny ___    | bez drużyny ___ |
| --------------- | ------------------ | --------------- |
| Nr              | Kolarz             | Miejsce         |
| 214             | Barry Miller (USA) | DNF-3           |

| Cambodia Cycling Academy CCA | Cambodia Cycling Academy CCA | Cambodia Cycling Academy CCA |
| ---------------------------- | ---------------------------- | ---------------------------- |
| Nr                           | Kolarz                       | Miejsce                      |
| 217                          | Christopher Lamaille (FRA)   | DNF-3                        |

## Wyniki etapów

### Etap 1
| Bellegarde - Bellegarde | płaski | (143,6 km) |

| \| Klasyfikacja etapu \| Klasyfikacja etapu \| Klasyfikacja etapu \| Klasyfikacja etapu \| Klasyfikacja etapu \| \| Kolarz \| Kolarz \| Państwo \| Drużyna \| Czas \| \| ------------------ \| ------------------ \| ------------------ \| ---------------------------------- \| ------------------ \| \| 1. \| Christophe Laporte \| Francja \| Cofidis \| 3h 14' 32" \| \| 2. \| Nacer Bouhanni \| Francja \| Arkéa-Samsic \| + 0" \| \| 3. \| Mads Pedersen \| Dania \| Trek-Segafredo \| + 2" \| \| 4. \| Giacomo Nizzolo \| Włochy \| Qhubeka Assos \| + 2" \| \| 5. \| Michał Kwiatkowski \| Polska \| Ineos Grenadiers \| + 2" \| \| 6. \| Jordi Meeus \| Belgia \| Bora-Hansgrohe \| + 2" \| \| 7. \| Bryan Coquard \| Francja \| B&B Hotels p/b KTM \| + 2" \| \| 8. \| John Degenkolb \| Niemcy \| Lotto-Soudal \| + 2" \| \| 9. \| Jake Stewart \| Wielka Brytania \| Groupama-FDJ \| + 2" \| \| 10. \| Danny van Poppel \| Holandia \| Intermarché-Wanty-Gobert Matériaux \| + 2" \| |                    |                 |                                    |            |
| |                    |                 |                                    |            |
| Źródło: ProCyclingStats |                    |                 |                                    |            |
| Klasyfikacja etapu |                    |                 |                                    |            |
| Kolarz | Kolarz             | Państwo         | Drużyna                            | Czas       |
| 1. | Christophe Laporte | Francja         | Cofidis                            | 3h 14' 32" |
| 2. | Nacer Bouhanni     | Francja         | Arkéa-Samsic                       | + 0"       |
| 3. | Mads Pedersen      | Dania           | Trek-Segafredo                     | + 2"       |
| 4. | Giacomo Nizzolo    | Włochy          | Qhubeka Assos                      | + 2"       |
| 5. | Michał Kwiatkowski | Polska          | Ineos Grenadiers                   | + 2"       |
| 6. | Jordi Meeus        | Belgia          | Bora-Hansgrohe                     | + 2"       |
| 7. | Bryan Coquard      | Francja         | B&B Hotels p/b KTM                 | + 2"       |
| 8. | John Degenkolb     | Niemcy          | Lotto-Soudal                       | + 2"       |
| 9. | Jake Stewart       | Wielka Brytania | Groupama-FDJ                       | + 2"       |
| 10. | Danny van Poppel   | Holandia        | Intermarché-Wanty-Gobert Matériaux | + 2"       |

| \| Klasyfikacja generalna \| Klasyfikacja generalna \| Klasyfikacja generalna \| Klasyfikacja generalna \| Klasyfikacja generalna \| \| Kolarz \| Kolarz \| Państwo \| Drużyna \| Czas \| \| ---------------------- \| ---------------------- \| ---------------------- \| ---------------------------------- \| ---------------------- \| \| 1. \| Christophe Laporte \| Francja \| Cofidis \| 3h 14' 22" \| \| 2. \| Nacer Bouhanni \| Francja \| Arkéa-Samsic \| + 4" \| \| 3. \| Mads Pedersen \| Dania \| Trek-Segafredo \| + 8" \| \| 4. \| Giacomo Nizzolo \| Włochy \| Qhubeka Assos \| + 12" \| \| 5. \| Michał Kwiatkowski \| Polska \| Ineos Grenadiers \| + 12" \| \| 6. \| Jordi Meeus \| Belgia \| Bora-Hansgrohe \| + 12" \| \| 7. \| Bryan Coquard \| Francja \| B&B Hotels p/b KTM \| + 12" \| \| 8. \| John Degenkolb \| Niemcy \| Lotto-Soudal \| + 12" \| \| 9. \| Jake Stewart \| Wielka Brytania \| Groupama-FDJ \| + 12" \| \| 10. \| Danny van Poppel \| Holandia \| Intermarché-Wanty-Gobert Matériaux \| + 12" \| |                    |                 |                                    |            |
| |                    |                 |                                    |            |
| Źródło: ProCyclingStats |                    |                 |                                    |            |
| Klasyfikacja generalna |                    |                 |                                    |            |
| Kolarz | Kolarz             | Państwo         | Drużyna                            | Czas       |
| 1. | Christophe Laporte | Francja         | Cofidis                            | 3h 14' 22" |
| 2. | Nacer Bouhanni     | Francja         | Arkéa-Samsic                       | + 4"       |
| 3. | Mads Pedersen      | Dania           | Trek-Segafredo                     | + 8"       |
| 4. | Giacomo Nizzolo    | Włochy          | Qhubeka Assos                      | + 12"      |
| 5. | Michał Kwiatkowski | Polska          | Ineos Grenadiers                   | + 12"      |
| 6. | Jordi Meeus        | Belgia          | Bora-Hansgrohe                     | + 12"      |
| 7. | Bryan Coquard      | Francja         | B&B Hotels p/b KTM                 | + 12"      |
| 8. | John Degenkolb     | Niemcy          | Lotto-Soudal                       | + 12"      |
| 9. | Jake Stewart       | Wielka Brytania | Groupama-FDJ                       | + 12"      |
| 10. | Danny van Poppel   | Holandia        | Intermarché-Wanty-Gobert Matériaux | + 12"      |

### Etap 2
| Saint-Geniès-de-Malgoirès - La Calmette | płaski | (153,8 km) |

| \| Klasyfikacja etapu \| Klasyfikacja etapu \| Klasyfikacja etapu \| Klasyfikacja etapu \| Klasyfikacja etapu \| \| Kolarz \| Kolarz \| Państwo \| Drużyna \| Czas \| \| ------------------ \| ------------------ \| ------------------ \| ---------------------- \| ------------------ \| \| 1. \| Timothy Dupont \| Belgia \| Bingoal-WB \| 3h 35' 15" \| \| 2. \| Pierre Barbier \| Francja \| Delko \| + 0" \| \| 3. \| Giacomo Nizzolo \| Włochy \| Qhubeka Assos \| + 0" \| \| 4. \| Rudy Barbier \| Francja \| Israel Start-Up Nation \| + 0" \| \| 5. \| Christophe Laporte \| Francja \| Cofidis \| + 0" \| \| 6. \| Nacer Bouhanni \| Francja \| Arkéa-Samsic \| + 0" \| \| 7. \| Marc Sarreau \| Francja \| AG2R Citroën Team \| + 0" \| \| 8. \| Gerben Thijssen \| Belgia \| Lotto-Soudal \| + 0" \| \| 9. \| Silvan Dillier \| Szwajcaria \| Alpecin-Fenix \| + 0" \| \| 10. \| Edward Theuns \| Belgia \| Trek-Segafredo \| + 0" \| |                    |            |                        |            |
| |                    |            |                        |            |
| Źródło: ProCyclingStats |                    |            |                        |            |
| Klasyfikacja etapu |                    |            |                        |            |
| Kolarz | Kolarz             | Państwo    | Drużyna                | Czas       |
| 1. | Timothy Dupont     | Belgia     | Bingoal-WB             | 3h 35' 15" |
| 2. | Pierre Barbier     | Francja    | Delko                  | + 0"       |
| 3. | Giacomo Nizzolo    | Włochy     | Qhubeka Assos          | + 0"       |
| 4. | Rudy Barbier       | Francja    | Israel Start-Up Nation | + 0"       |
| 5. | Christophe Laporte | Francja    | Cofidis                | + 0"       |
| 6. | Nacer Bouhanni     | Francja    | Arkéa-Samsic           | + 0"       |
| 7. | Marc Sarreau       | Francja    | AG2R Citroën Team      | + 0"       |
| 8. | Gerben Thijssen    | Belgia     | Lotto-Soudal           | + 0"       |
| 9. | Silvan Dillier     | Szwajcaria | Alpecin-Fenix          | + 0"       |
| 10. | Edward Theuns      | Belgia     | Trek-Segafredo         | + 0"       |

| \| Klasyfikacja generalna \| Klasyfikacja generalna \| Klasyfikacja generalna \| Klasyfikacja generalna \| Klasyfikacja generalna \| \| Kolarz \| Kolarz \| Państwo \| Drużyna \| Czas \| \| ---------------------- \| ---------------------- \| ---------------------- \| ---------------------- \| ---------------------- \| \| 1. \| Christophe Laporte \| Francja \| Cofidis \| 6h 49' 37" \| \| 2. \| Timothy Dupont \| Belgia \| Bingoal-WB \| + 2" \| \| 3. \| Nacer Bouhanni \| Francja \| Arkéa-Samsic \| + 4" \| \| 4. \| Pierre Barbier \| Francja \| Delko \| + 6" \| \| 5. \| Ludovic Robeet \| Belgia \| Bingoal-WB \| + 7" \| \| 6. \| Giacomo Nizzolo \| Włochy \| Qhubeka Assos \| + 8" \| \| 7. \| Mads Pedersen \| Dania \| Trek-Segafredo \| + 8" \| \| 8. \| Tony Hurel \| Francja \| Saint Michel-Auber 93 \| + 9" \| \| 9. \| Alexandre Delettre \| Francja \| Delko \| + 11" \| \| 10. \| Bryan Coquard \| Francja \| B&B Hotels p/b KTM \| + 12" \| |                    |         |                       |            |
| |                    |         |                       |            |
| Źródło: ProCyclingStats |                    |         |                       |            |
| Klasyfikacja generalna |                    |         |                       |            |
| Kolarz | Kolarz             | Państwo | Drużyna               | Czas       |
| 1. | Christophe Laporte | Francja | Cofidis               | 6h 49' 37" |
| 2. | Timothy Dupont     | Belgia  | Bingoal-WB            | + 2"       |
| 3. | Nacer Bouhanni     | Francja | Arkéa-Samsic          | + 4"       |
| 4. | Pierre Barbier     | Francja | Delko                 | + 6"       |
| 5. | Ludovic Robeet     | Belgia  | Bingoal-WB            | + 7"       |
| 6. | Giacomo Nizzolo    | Włochy  | Qhubeka Assos         | + 8"       |
| 7. | Mads Pedersen      | Dania   | Trek-Segafredo        | + 8"       |
| 8. | Tony Hurel         | Francja | Saint Michel-Auber 93 | + 9"       |
| 9. | Alexandre Delettre | Francja | Delko                 | + 11"      |
| 10. | Bryan Coquard      | Francja | B&B Hotels p/b KTM    | + 12"      |

### Etap 3
| Bessèges - Bessèges | pagórkowaty | (156,9 km) |

| \| Klasyfikacja etapu \| Klasyfikacja etapu \| Klasyfikacja etapu \| Klasyfikacja etapu \| Klasyfikacja etapu \| \| Kolarz \| Kolarz \| Państwo \| Drużyna \| Czas \| \| ------------------ \| ------------------ \| ------------------ \| ---------------------- \| ------------------ \| \| 1. \| Tim Wellens \| Belgia \| Lotto-Soudal \| 3h 28' 02" \| \| 2. \| Edward Theuns \| Belgia \| Trek-Segafredo \| + 37" \| \| 3. \| Mads Würtz Schmidt \| Dania \| Israel Start-Up Nation \| + 37" \| \| 4. \| Greg Van Avermaet \| Belgia \| AG2R Citroën Team \| + 37" \| \| 5. \| Philippe Gilbert \| Belgia \| Lotto-Soudal \| + 37" \| \| 6. \| Cyril Barthe \| Francja \| B&B Hotels p/b KTM \| + 37" \| \| 7. \| Jake Stewart \| Wielka Brytania \| Groupama-FDJ \| + 37" \| \| 8. \| Nils Politt \| Niemcy \| Bora-Hansgrohe \| + 37" \| \| 9. \| Michael Gogl \| Austria \| Qhubeka Assos \| + 37" \| \| 10. \| Michał Kwiatkowski \| Polska \| Ineos Grenadiers \| + 37" \| |                    |                 |                        |            |
| |                    |                 |                        |            |
| Źródło: ProCyclingStats |                    |                 |                        |            |
| Klasyfikacja etapu |                    |                 |                        |            |
| Kolarz | Kolarz             | Państwo         | Drużyna                | Czas       |
| 1. | Tim Wellens        | Belgia          | Lotto-Soudal           | 3h 28' 02" |
| 2. | Edward Theuns      | Belgia          | Trek-Segafredo         | + 37"      |
| 3. | Mads Würtz Schmidt | Dania           | Israel Start-Up Nation | + 37"      |
| 4. | Greg Van Avermaet  | Belgia          | AG2R Citroën Team      | + 37"      |
| 5. | Philippe Gilbert   | Belgia          | Lotto-Soudal           | + 37"      |
| 6. | Cyril Barthe       | Francja         | B&B Hotels p/b KTM     | + 37"      |
| 7. | Jake Stewart       | Wielka Brytania | Groupama-FDJ           | + 37"      |
| 8. | Nils Politt        | Niemcy          | Bora-Hansgrohe         | + 37"      |
| 9. | Michael Gogl       | Austria         | Qhubeka Assos          | + 37"      |
| 10. | Michał Kwiatkowski | Polska          | Ineos Grenadiers       | + 37"      |

| \| Klasyfikacja generalna \| Klasyfikacja generalna \| Klasyfikacja generalna \| Klasyfikacja generalna \| Klasyfikacja generalna \| \| Kolarz \| Kolarz \| Państwo \| Drużyna \| Czas \| \| ---------------------- \| ---------------------- \| ---------------------- \| ---------------------- \| ---------------------- \| \| 1. \| Tim Wellens \| Belgia \| Lotto-Soudal \| 10h 17' 38" \| \| 2. \| Edward Theuns \| Belgia \| Trek-Segafredo \| + 44" \| \| 3. \| Mads Würtz Schmidt \| Dania \| Israel Start-Up Nation \| + 46" \| \| 4. \| Michał Kwiatkowski \| Polska \| Ineos Grenadiers \| + 48" \| \| 5. \| Philippe Gilbert \| Belgia \| Lotto-Soudal \| + 49" \| \| 6. \| Jake Stewart \| Wielka Brytania \| Groupama-FDJ \| + 50" \| \| 7. \| Greg Van Avermaet \| Belgia \| AG2R Citroën Team \| + 50" \| \| 8. \| Michael Gogl \| Austria \| Qhubeka Assos \| + 50" \| \| 9. \| Cyril Barthe \| Francja \| B&B Hotels p/b KTM \| + 50" \| \| 10. \| Stefano Oldani \| Włochy \| Lotto-Soudal \| + 50" \| |                    |                 |                        |             |
| |                    |                 |                        |             |
| Źródło: ProCyclingStats |                    |                 |                        |             |
| Klasyfikacja generalna |                    |                 |                        |             |
| Kolarz | Kolarz             | Państwo         | Drużyna                | Czas        |
| 1. | Tim Wellens        | Belgia          | Lotto-Soudal           | 10h 17' 38" |
| 2. | Edward Theuns      | Belgia          | Trek-Segafredo         | + 44"       |
| 3. | Mads Würtz Schmidt | Dania           | Israel Start-Up Nation | + 46"       |
| 4. | Michał Kwiatkowski | Polska          | Ineos Grenadiers       | + 48"       |
| 5. | Philippe Gilbert   | Belgia          | Lotto-Soudal           | + 49"       |
| 6. | Jake Stewart       | Wielka Brytania | Groupama-FDJ           | + 50"       |
| 7. | Greg Van Avermaet  | Belgia          | AG2R Citroën Team      | + 50"       |
| 8. | Michael Gogl       | Austria         | Qhubeka Assos          | + 50"       |
| 9. | Cyril Barthe       | Francja         | B&B Hotels p/b KTM     | + 50"       |
| 10. | Stefano Oldani     | Włochy          | Lotto-Soudal           | + 50"       |

### Etap 4
| Rousson - Saint-Siffret | pagórkowaty | (150,2 km) |

| \| Klasyfikacja etapu \| Klasyfikacja etapu \| Klasyfikacja etapu \| Klasyfikacja etapu \| Klasyfikacja etapu \| \| Kolarz \| Kolarz \| Państwo \| Drużyna \| Czas \| \| ------------------ \| ------------------ \| ------------------ \| ---------------------- \| ------------------ \| \| 1. \| Filippo Ganna \| Włochy \| Ineos Grenadiers \| 3h 22' 57" \| \| 2. \| Christophe Laporte \| Francja \| Cofidis \| + 17" \| \| 3. \| Pascal Ackermann \| Niemcy \| Bora-Hansgrohe \| + 17" \| \| 4. \| Greg Van Avermaet \| Belgia \| AG2R Citroën Team \| + 17" \| \| 5. \| Milan Menten \| Belgia \| Bingoal-WB \| + 17" \| \| 6. \| Bryan Coquard \| Francja \| B&B Hotels p/b KTM \| + 17" \| \| 7. \| Cyril Barthe \| Francja \| B&B Hotels p/b KTM \| + 17" \| \| 8. \| Nils Politt \| Niemcy \| Bora-Hansgrohe \| + 17" \| \| 9. \| August Jensen \| Norwegia \| Delko \| + 17" \| \| 10. \| Mads Würtz Schmidt \| Dania \| Israel Start-Up Nation \| + 17" \| |                    |          |                        |            |
| |                    |          |                        |            |
| Źródło: ProCyclingStats |                    |          |                        |            |
| Klasyfikacja etapu |                    |          |                        |            |
| Kolarz | Kolarz             | Państwo  | Drużyna                | Czas       |
| 1. | Filippo Ganna      | Włochy   | Ineos Grenadiers       | 3h 22' 57" |
| 2. | Christophe Laporte | Francja  | Cofidis                | + 17"      |
| 3. | Pascal Ackermann   | Niemcy   | Bora-Hansgrohe         | + 17"      |
| 4. | Greg Van Avermaet  | Belgia   | AG2R Citroën Team      | + 17"      |
| 5. | Milan Menten       | Belgia   | Bingoal-WB             | + 17"      |
| 6. | Bryan Coquard      | Francja  | B&B Hotels p/b KTM     | + 17"      |
| 7. | Cyril Barthe       | Francja  | B&B Hotels p/b KTM     | + 17"      |
| 8. | Nils Politt        | Niemcy   | Bora-Hansgrohe         | + 17"      |
| 9. | August Jensen      | Norwegia | Delko                  | + 17"      |
| 10. | Mads Würtz Schmidt | Dania    | Israel Start-Up Nation | + 17"      |

| \| Klasyfikacja generalna \| Klasyfikacja generalna \| Klasyfikacja generalna \| Klasyfikacja generalna \| Klasyfikacja generalna \| \| Kolarz \| Kolarz \| Państwo \| Drużyna \| Czas \| \| ---------------------- \| ---------------------- \| ---------------------- \| ---------------------------------- \| ---------------------- \| \| 1. \| Tim Wellens \| Belgia \| Lotto-Soudal \| 13h 40' 54" \| \| 2. \| Edward Theuns \| Belgia \| Trek-Segafredo \| + 44" \| \| 3. \| Mads Würtz Schmidt \| Dania \| Israel Start-Up Nation \| + 46" \| \| 4. \| Michał Kwiatkowski \| Polska \| Ineos Grenadiers \| + 48" \| \| 5. \| Philippe Gilbert \| Belgia \| Lotto-Soudal \| + 49" \| \| 6. \| Greg Van Avermaet \| Belgia \| AG2R Citroën Team \| + 50" \| \| 7. \| Jake Stewart \| Wielka Brytania \| Groupama-FDJ \| + 50" \| \| 8. \| Cyril Barthe \| Francja \| B&B Hotels p/b KTM \| + 50" \| \| 9. \| Nils Politt \| Niemcy \| Bora-Hansgrohe \| + 50" \| \| 10. \| Odd Christian Eiking \| Norwegia \| Intermarché-Wanty-Gobert Matériaux \| + 50" \| |                      |                 |                                    |             |
| |                      |                 |                                    |             |
| Źródło: ProCyclingStats |                      |                 |                                    |             |
| Klasyfikacja generalna |                      |                 |                                    |             |
| Kolarz | Kolarz               | Państwo         | Drużyna                            | Czas        |
| 1. | Tim Wellens          | Belgia          | Lotto-Soudal                       | 13h 40' 54" |
| 2. | Edward Theuns        | Belgia          | Trek-Segafredo                     | + 44"       |
| 3. | Mads Würtz Schmidt   | Dania           | Israel Start-Up Nation             | + 46"       |
| 4. | Michał Kwiatkowski   | Polska          | Ineos Grenadiers                   | + 48"       |
| 5. | Philippe Gilbert     | Belgia          | Lotto-Soudal                       | + 49"       |
| 6. | Greg Van Avermaet    | Belgia          | AG2R Citroën Team                  | + 50"       |
| 7. | Jake Stewart         | Wielka Brytania | Groupama-FDJ                       | + 50"       |
| 8. | Cyril Barthe         | Francja         | B&B Hotels p/b KTM                 | + 50"       |
| 9. | Nils Politt          | Niemcy          | Bora-Hansgrohe                     | + 50"       |
| 10. | Odd Christian Eiking | Norwegia        | Intermarché-Wanty-Gobert Matériaux | + 50"       |

### Etap 5
| Alès - Alès | jazda indywidualna na czas | (10,7 km) |

| \| Klasyfikacja etapu \| Klasyfikacja etapu \| Klasyfikacja etapu \| Klasyfikacja etapu \| Klasyfikacja etapu \| \| Kolarz \| Kolarz \| Państwo \| Drużyna \| Czas \| \| ------------------ \| ------------------ \| ------------------ \| ------------------ \| ------------------ \| \| 1. \| Filippo Ganna \| Włochy \| Ineos Grenadiers \| 15' 00" \| \| 2. \| Benjamin Thomas \| Francja \| Groupama-FDJ \| + 10" \| \| 3. \| Ethan Hayter \| Wielka Brytania \| Ineos Grenadiers \| + 21" \| \| 4. \| Tim Wellens \| Belgia \| Lotto-Soudal \| + 29" \| \| 5. \| Christophe Laporte \| Francja \| Cofidis \| + 31" \| \| 6. \| Michał Kwiatkowski \| Polska \| Ineos Grenadiers \| + 34" \| \| 7. \| Alberto Bettiol \| Włochy \| EF Education-Nippo \| + 35" \| \| 8. \| Owain Doull \| Wielka Brytania \| Ineos Grenadiers \| + 38" \| \| 9. \| Nils Politt \| Niemcy \| Bora-Hansgrohe \| + 38" \| \| 10. \| Jake Stewart \| Wielka Brytania \| Groupama-FDJ \| + 41" \| |                    |                 |                    |         |
| |                    |                 |                    |         |
| Źródło: ProCyclingStats |                    |                 |                    |         |
| Klasyfikacja etapu |                    |                 |                    |         |
| Kolarz | Kolarz             | Państwo         | Drużyna            | Czas    |
| 1. | Filippo Ganna      | Włochy          | Ineos Grenadiers   | 15' 00" |
| 2. | Benjamin Thomas    | Francja         | Groupama-FDJ       | + 10"   |
| 3. | Ethan Hayter       | Wielka Brytania | Ineos Grenadiers   | + 21"   |
| 4. | Tim Wellens        | Belgia          | Lotto-Soudal       | + 29"   |
| 5. | Christophe Laporte | Francja         | Cofidis            | + 31"   |
| 6. | Michał Kwiatkowski | Polska          | Ineos Grenadiers   | + 34"   |
| 7. | Alberto Bettiol    | Włochy          | EF Education-Nippo | + 35"   |
| 8. | Owain Doull        | Wielka Brytania | Ineos Grenadiers   | + 38"   |
| 9. | Nils Politt        | Niemcy          | Bora-Hansgrohe     | + 38"   |
| 10. | Jake Stewart       | Wielka Brytania | Groupama-FDJ       | + 41"   |

## Klasyfikacje

### Klasyfikacja generalna
| \| Klasyfikacja generalna \| Klasyfikacja generalna \| Klasyfikacja generalna \| Klasyfikacja generalna \| Klasyfikacja generalna \| \| Kolarz \| Kolarz \| Państwo \| Drużyna \| Czas \| \| ---------------------- \| ---------------------- \| ---------------------- \| ---------------------------------- \| ---------------------- \| \| 1. \| Tim Wellens \| Belgia \| Lotto-Soudal \| 13h 56' 23" \| \| 2. \| Michał Kwiatkowski \| Polska \| Ineos Grenadiers \| + 53" \| \| 3. \| Nils Politt \| Niemcy \| Bora-Hansgrohe \| + 59" \| \| 4. \| Jake Stewart \| Wielka Brytania \| Groupama-FDJ \| + 1' 02" \| \| 5. \| Mads Würtz Schmidt \| Dania \| Israel Start-Up Nation \| + 1' 19" \| \| 6. \| Michael Gogl \| Austria \| Qhubeka Assos \| + 1' 24" \| \| 7. \| Greg Van Avermaet \| Belgia \| AG2R Citroën Team \| + 1' 25" \| \| 8. \| Edward Theuns \| Belgia \| Trek-Segafredo \| + 1' 36" \| \| 9. \| Clément Carisey \| Francja \| Delko \| + 1' 41" \| \| 10. \| Odd Christian Eiking \| Norwegia \| Intermarché-Wanty-Gobert Matériaux \| + 1' 45" \| |                      |                 |                                    |             |
| |                      |                 |                                    |             |
| Źródło: ProCyclingStats |                      |                 |                                    |             |
| Klasyfikacja generalna |                      |                 |                                    |             |
| Kolarz | Kolarz               | Państwo         | Drużyna                            | Czas        |
| 1. | Tim Wellens          | Belgia          | Lotto-Soudal                       | 13h 56' 23" |
| 2. | Michał Kwiatkowski   | Polska          | Ineos Grenadiers                   | + 53"       |
| 3. | Nils Politt          | Niemcy          | Bora-Hansgrohe                     | + 59"       |
| 4. | Jake Stewart         | Wielka Brytania | Groupama-FDJ                       | + 1' 02"    |
| 5. | Mads Würtz Schmidt   | Dania           | Israel Start-Up Nation             | + 1' 19"    |
| 6. | Michael Gogl         | Austria         | Qhubeka Assos                      | + 1' 24"    |
| 7. | Greg Van Avermaet    | Belgia          | AG2R Citroën Team                  | + 1' 25"    |
| 8. | Edward Theuns        | Belgia          | Trek-Segafredo                     | + 1' 36"    |
| 9. | Clément Carisey      | Francja         | Delko                              | + 1' 41"    |
| 10. | Odd Christian Eiking | Norwegia        | Intermarché-Wanty-Gobert Matériaux | + 1' 45"    |

| Klasyfikacja punktowa | Klasyfikacja punktowa | Klasyfikacja punktowa | Klasyfikacja punktowa  | Klasyfikacja punktowa |
| Kolarz                | Kolarz                | Państwo               | Drużyna                | Punkty                |
| --------------------- | --------------------- | --------------------- | ---------------------- | --------------------- |
| 1.                    | Christophe Laporte    | Francja               | Cofidis                | 69 pkt                |
| 2.                    | Filippo Ganna         | Włochy                | Ineos Grenadiers       | 56 pkt                |
| 3.                    | Tim Wellens           | Belgia                | Lotto-Soudal           | 49 pkt                |
| 4.                    | Michał Kwiatkowski    | Polska                | Ineos Grenadiers       | 32 pkt                |
| 5.                    | Edward Theuns         | Belgia                | Trek-Segafredo         | 31 pkt                |
| 6.                    | Giacomo Nizzolo       | Włochy                | Qhubeka Assos          | 31 pkt                |
| 7.                    | Nacer Bouhanni        | Francja               | Arkéa-Samsic           | 30 pkt                |
| 8.                    | Greg Van Avermaet     | Belgia                | AG2R Citroën Team      | 29 pkt                |
| 9.                    | Timothy Dupont        | Belgia                | Bingoal-WB             | 25 pkt                |
| 10.                   | Mads Würtz Schmidt    | Dania                 | Israel Start-Up Nation | 24 pkt                |

| Klasyfikacja punktowa | Klasyfikacja punktowa | Klasyfikacja punktowa | Klasyfikacja punktowa  | Klasyfikacja punktowa |
| Kolarz                | Kolarz                | Państwo               | Drużyna                | Punkty                |
| --------------------- | --------------------- | --------------------- | ---------------------- | --------------------- |
| 1.                    | Christophe Laporte    | Francja               | Cofidis                | 69 pkt                |
| 2.                    | Filippo Ganna         | Włochy                | Ineos Grenadiers       | 56 pkt                |
| 3.                    | Tim Wellens           | Belgia                | Lotto-Soudal           | 49 pkt                |
| 4.                    | Michał Kwiatkowski    | Polska                | Ineos Grenadiers       | 32 pkt                |
| 5.                    | Edward Theuns         | Belgia                | Trek-Segafredo         | 31 pkt                |
| 6.                    | Giacomo Nizzolo       | Włochy                | Qhubeka Assos          | 31 pkt                |
| 7.                    | Nacer Bouhanni        | Francja               | Arkéa-Samsic           | 30 pkt                |
| 8.                    | Greg Van Avermaet     | Belgia                | AG2R Citroën Team      | 29 pkt                |
| 9.                    | Timothy Dupont        | Belgia                | Bingoal-WB             | 25 pkt                |
| 10.                   | Mads Würtz Schmidt    | Dania                 | Israel Start-Up Nation | 24 pkt                |

| Klasyfikacja górska | Klasyfikacja górska | Klasyfikacja górska | Klasyfikacja górska | Klasyfikacja górska |
| Kolarz              | Kolarz              | Państwo             | Drużyna             | Punkty              |
| ------------------- | ------------------- | ------------------- | ------------------- | ------------------- |
| 1.                  | Alexandre Delettre  | Francja             | Delko               | 28 pkt              |
| 2.                  | Ludovic Robeet      | Belgia              | Bingoal-WB          | 18 pkt              |
| 3.                  | Tim Wellens         | Belgia              | Lotto-Soudal        | 14 pkt              |
| 4.                  | Michał Kwiatkowski  | Polska              | Ineos Grenadiers    | 10 pkt              |
| 5.                  | Ethan Hayter        | Wielka Brytania     | Ineos Grenadiers    | 10 pkt              |
| 6.                  | Filippo Ganna       | Włochy              | Ineos Grenadiers    | 10 pkt              |
| 7.                  | Alexys Brunel       | Francja             | Groupama-FDJ        | 8 pkt               |
| 8.                  | Rigoberto Urán      | Kolumbia            | EF Education-Nippo  | 8 pkt               |
| 9.                  | Anthony Perez       | Francja             | Cofidis             | 8 pkt               |
| 10.                 | Vojtěch Řepa        | Czechy              | Equipo Kern Pharma  | 8 pkt               |

| Klasyfikacja górska | Klasyfikacja górska | Klasyfikacja górska | Klasyfikacja górska | Klasyfikacja górska |
| Kolarz              | Kolarz              | Państwo             | Drużyna             | Punkty              |
| ------------------- | ------------------- | ------------------- | ------------------- | ------------------- |
| 1.                  | Alexandre Delettre  | Francja             | Delko               | 28 pkt              |
| 2.                  | Ludovic Robeet      | Belgia              | Bingoal-WB          | 18 pkt              |
| 3.                  | Tim Wellens         | Belgia              | Lotto-Soudal        | 14 pkt              |
| 4.                  | Michał Kwiatkowski  | Polska              | Ineos Grenadiers    | 10 pkt              |
| 5.                  | Ethan Hayter        | Wielka Brytania     | Ineos Grenadiers    | 10 pkt              |
| 6.                  | Filippo Ganna       | Włochy              | Ineos Grenadiers    | 10 pkt              |
| 7.                  | Alexys Brunel       | Francja             | Groupama-FDJ        | 8 pkt               |
| 8.                  | Rigoberto Urán      | Kolumbia            | EF Education-Nippo  | 8 pkt               |
| 9.                  | Anthony Perez       | Francja             | Cofidis             | 8 pkt               |
| 10.                 | Vojtěch Řepa        | Czechy              | Equipo Kern Pharma  | 8 pkt               |

| Klasyfikacja młodzieżowa | Klasyfikacja młodzieżowa | Klasyfikacja młodzieżowa | Klasyfikacja młodzieżowa | Klasyfikacja młodzieżowa |
| Kolarz                   | Kolarz                   | Państwo                  | Drużyna                  | Czas                     |
| ------------------------ | ------------------------ | ------------------------ | ------------------------ | ------------------------ |
| 1.                       | Jake Stewart             | Wielka Brytania          | Groupama-FDJ             | 13h 57' 25"              |
| 2.                       | Stefano Oldani           | Włochy                   | Lotto-Soudal             | + 1' 26"                 |
| 3.                       | Roger Adrià              | Hiszpania                | Equipo Kern Pharma       | + 2' 46"                 |
| 4.                       | Alexys Brunel            | Francja                  | Groupama-FDJ             | + 3' 09"                 |
| 5.                       | Raúl García Pierna       | Hiszpania                | Equipo Kern Pharma       | + 3' 43"                 |
| 6.                       | Tobias Bayer             | Austria                  | Alpecin-Fenix            | + 4' 02"                 |
| 7.                       | Brent Van Moer           | Belgia                   | Lotto-Soudal             | + 4' 43"                 |
| 8.                       | Andreas Kron             | Dania                    | Lotto-Soudal             | + 4' 53"                 |
| 9.                       | Matis Louvel             | Francja                  | Arkéa-Samsic             | + 5' 43"                 |
| 10.                      | Mattias Skjelmose        | Dania                    | Trek-Segafredo           | + 10' 39"                |

| Klasyfikacja młodzieżowa | Klasyfikacja młodzieżowa | Klasyfikacja młodzieżowa | Klasyfikacja młodzieżowa | Klasyfikacja młodzieżowa |
| Kolarz                   | Kolarz                   | Państwo                  | Drużyna                  | Czas                     |
| ------------------------ | ------------------------ | ------------------------ | ------------------------ | ------------------------ |
| 1.                       | Jake Stewart             | Wielka Brytania          | Groupama-FDJ             | 13h 57' 25"              |
| 2.                       | Stefano Oldani           | Włochy                   | Lotto-Soudal             | + 1' 26"                 |
| 3.                       | Roger Adrià              | Hiszpania                | Equipo Kern Pharma       | + 2' 46"                 |
| 4.                       | Alexys Brunel            | Francja                  | Groupama-FDJ             | + 3' 09"                 |
| 5.                       | Raúl García Pierna       | Hiszpania                | Equipo Kern Pharma       | + 3' 43"                 |
| 6.                       | Tobias Bayer             | Austria                  | Alpecin-Fenix            | + 4' 02"                 |
| 7.                       | Brent Van Moer           | Belgia                   | Lotto-Soudal             | + 4' 43"                 |
| 8.                       | Andreas Kron             | Dania                    | Lotto-Soudal             | + 4' 53"                 |
| 9.                       | Matis Louvel             | Francja                  | Arkéa-Samsic             | + 5' 43"                 |
| 10.                      | Mattias Skjelmose        | Dania                    | Trek-Segafredo           | + 10' 39"                |

| Klasyfikacja drużynowa | Klasyfikacja drużynowa | Klasyfikacja drużynowa | Klasyfikacja drużynowa |
| Drużyna                | Drużyna                | Państwo                | Czas                   |
| ---------------------- | ---------------------- | ---------------------- | ---------------------- |
| 1.                     | Lotto Soudal           | Belgia                 | 41h 53' 02"            |
| 2.                     | Ineos Grenadiers       | Wielka Brytania        | + 57"                  |
| 3.                     | Groupama-FDJ           | Francja                | + 4' 41"               |
| 4.                     | Equipo Kern Pharma     | Hiszpania              | + 5' 45"               |
| 5.                     | Bora-Hansgrohe         | Niemcy                 | + 5' 56"               |
| 6.                     | Trek-Segafredo         | Stany Zjednoczone      | + 6' 16"               |
| 7.                     | AG2R Citroën Team      | Francja                | + 6' 34"               |
| 8.                     | Israel Start-Up Nation | Izrael                 | + 6' 45"               |
| 9.                     | Qhubeka Assos          | Południowa Afryka      | + 6' 49"               |
| 10.                    | B&B Hotels p/b KTM     | Francja                | + 6' 55"               |

| Klasyfikacja drużynowa | Klasyfikacja drużynowa | Klasyfikacja drużynowa | Klasyfikacja drużynowa |
| Drużyna                | Drużyna                | Państwo                | Czas                   |
| ---------------------- | ---------------------- | ---------------------- | ---------------------- |
| 1.                     | Lotto Soudal           | Belgia                 | 41h 53' 02"            |
| 2.                     | Ineos Grenadiers       | Wielka Brytania        | + 57"                  |
| 3.                     | Groupama-FDJ           | Francja                | + 4' 41"               |
| 4.                     | Equipo Kern Pharma     | Hiszpania              | + 5' 45"               |
| 5.                     | Bora-Hansgrohe         | Niemcy                 | + 5' 56"               |
| 6.                     | Trek-Segafredo         | Stany Zjednoczone      | + 6' 16"               |
| 7.                     | AG2R Citroën Team      | Francja                | + 6' 34"               |
| 8.                     | Israel Start-Up Nation | Izrael                 | + 6' 45"               |
| 9.                     | Qhubeka Assos          | Południowa Afryka      | + 6' 49"               |
| 10.                    | B&B Hotels p/b KTM     | Francja                | + 6' 55"               |

### Liderzy klasyfikacji
| Etap   |                            | Pierwsze miejsce _ | Klasyfikacja generalna | Punktowa           | Górska             | Młodzieżowa  | Drużynowa _  |
| ------ | -------------------------- | ------------------ | ---------------------- | ------------------ | ------------------ | ------------ | ------------ |
| 1      | płaski                     | Christophe Laporte | Christophe Laporte     | Christophe Laporte | Alexandre Delettre | Jordi Meeus  | Arkéa-Samsic |
| 2      | płaski                     | Timothy Dupont     | Christophe Laporte     | Christophe Laporte | Alexandre Delettre | Jake Stewart | Arkéa-Samsic |
| 3      | pagórkowaty                | Tim Wellens        | Tim Wellens            | Christophe Laporte | Alexandre Delettre | Jake Stewart | Lotto Soudal |
| 4      | pagórkowaty                | Filippo Ganna      | Tim Wellens            | Christophe Laporte | Alexandre Delettre | Jake Stewart | Lotto Soudal |
| 5      | jazda indywidualna na czas | Filippo Ganna      | Tim Wellens            | Christophe Laporte | Alexandre Delettre | Jake Stewart | Lotto Soudal |
| Koniec | Koniec                     |                    | Tim Wellens            | Christophe Laporte | Alexandre Delettre | Jake Stewart | Lotto Soudal |